# Goniothorax fugitivus
Goniothorax fugitivus är en skalbaggsart som först beskrevs av Blackburn 1885.  Goniothorax fugitivus ingår i släktet Goniothorax och familjen glansbaggar. Inga underarter finns listade i Catalogue of Life.